# Municipio de Jefferson (condado de Grant)
El municipio de Jefferson (en inglés: Jefferson Township) es un municipio ubicado en el condado de Grant en el estado estadounidense de Indiana. En el año 2010 tenía una población de 5839 habitantes y una densidad poblacional de 53,81 personas por km².

## Geografía
El municipio de Jefferson se encuentra ubicado en las coordenadas 40°25′41″N 85°30′4″O / 40.42806, -85.50111. Según la Oficina del Censo de los Estados Unidos, el municipio tiene una superficie total de 108.52 km², de la cual 108.15 km² corresponden a tierra firme y (0.34%) 0.37 km² es agua.

## Demografía
Según el censo de 2010, había 5839 personas residiendo en el municipio de Jefferson. La densidad de población era de 53,81 hab./km². De los 5839 habitantes, el municipio de Jefferson estaba compuesto por el 95.48% blancos, el 1.28% eran afroamericanos, el 0.17% eran amerindios, el 0.87% eran asiáticos, el 0.03% eran isleños del Pacífico, el 0.91% eran de otras razas y el 1.25% pertenecían a dos o más razas. Del total de la población el 1.83% eran hispanos o latinos de cualquier raza.